# Digital Emotion
Digital Emotion — голландская евродиско-группа, созданная в 1983 году и выпустившая два студийных альбома: «Digital emotion» (1984) и «Outside in the dark» (1985).

## История группы
Группа была образована в середине 1983 года хореографом Гленном Ван Дер Хоффом (нидерл. Glenn Van Der Hoff) и вокалистом Стивом Де Гуде (нидерл. Steve De Goede). Их первые синглы «Get Up, Action» и «Go Go Yellow Screen» хорошо продавались во всем мире. Вышедший в 1984 году дебютный альбом с одноименным названием Digital Emotion состоял всего из 6 композиций и был спродюсирован голландским тандемом «Adam & Fleisner» (VideoKids, Monotones, L-Vira и Q-Matic).
В СССР записи группы появились в 14-й серии мультфильма «Ну, погоди!», прозвучали три песни: «Get Up, Action», «The Beauty and the Beast» и «Go Go Yellow Screen», затем выступление группы было показано Центральным телевидением в новогодних выпусках программы «Мелодии и ритмы зарубежной эстрады» (1 января 1985 — «Get Up, Action», 1 января 1986 — «Go Go Yellow Screen»).
Успех Digital Emotion был закреплен вышедшим год спустя альбомом «Outside In The Dark». Группа много гастролировала и приобрела известность.
В 1991 году был выпущен сборник «Best Of Digital Emotion», включивший в себя расширенные версии хитов, мегамиксы и B-сайды группы.
В августе 2013 года вышел сингл «My First Emotion», в который вошли два трека: «Night on the Living Dead» и «ProFessor X». В сентябре того же года вышли синглы «Can you hear me?» (в него вошли треки «Welcome to My House» и «Who’s Here») и «Machines» (состоит из треков «Machines With Us» и «Trick This»). В октябре вышел сингл «I Spit on Your Greve», включающий треки «Boo…», «Do Not Look Back!», «In the Basement», «In the wires» и «Killer instinct». В ноябре вышел альбом «The Freaks», в который вошли треки «Doctor In My Room», «The Freaks», «Terrible Mine», «New Construction options», «Surround By Evil», «Strange Violin’s» и «Toad In The Swamp».
В 2014 году группа выпустила сингл «One more day» в который вошли четыре трека «One more day», «Reflections», «Enigmatical» и «Revelatione».
В 2016 году группа выпустила сингл «Full Control» с двумя новыми композициями.
В 2019 году группа выпустила «You’ll Be Mine / Run Away», включавший в себя два одноимённых трека.
В 2021 году группа выпустила сингл «Moving to the Top / Supernova» с двумя треками.
В 2023 году компьютерной игре Atomic Heart использовали песни: «Get Up, Action», «The Beauty and the Beast» и «Go Go Yellow Screen».

## Дискография

### Альбомы
- 1984 — Digital Emotion
- 1985 — Outside In The Dark
- 2013 — The Freaks

### Синглы
- 1983 — «Don’t stop»
- 1983 — «Get Up Action»
- 1983 — «Go Go Yellow Screen»
- 1984 — «Steppin' Out»
- 1985 — «Outside In The Dark»
- 1985 — «Time» (Back In Time)
- 1986 — «Jungle Beat»
- 1987 — «Dance To The Music»
- 1988 — «Super Mega Mix»
- 1989 — «I Need Your Love Tonight»
- 1991 — «Don’t Stop» (The Rave)
- 2013 — «My First Emotion»
- 2013 — «Can You Hear Me?»
- 2013 — «Machines»
- 2013 — «I Spit on Your Grave»
- 2014 — «One more day»
- 2016 — «Full Control»
- 2019 — «You’ll Be Mine/Run Away»
- 2021 — «Moving to The Top/Supernova»
- 2023 — «Arcade Serenade/Galaxy»